# Kádár Tibor (festő, 1919–1962)
Kádár Tibor Dénes (Sepsibükszád, 1919. június 19. – Kolozsvár, 1962. szeptember 2.) erdélyi magyar grafikus és festő, főiskolai művészpedagógus.

## Életútja, munkássága
A marosvásárhelyi városi festőiskolában tanult 1936 és 1938 közt, itt Aurel Ciupe volt a mestere. A második világháború alatt az Országos Magyar Rajztanárképző Intézetben folytatott tanulmányokat. 1949-től haláláig a kolozsvári Ion Andreescu Képzőművészeti Főiskolán nevelte a grafikus és festőnövendékeket. Tanítványai szuggesztív egyéniségű művészpedagógusként ismerték meg, a kor dogmatikus művészetpolitikájával szemben a szellemi és alkotói nyitottságra nevelte növendékeit. Festményein és rajzain pályája utolsó szakaszában a nonfiguratív művészet felé fordult, az absztrakt művészet erdélyi előfutára lett. Erős grafikai hangsúlyozású kompozíciós műveket, portrékat, csendéleteket, színtanulmányokat festett. Foglalkoztatta a monumentális művészet is. Számos híres tanítványt nevelt, köztük Milan Alexandru Florian, Szécsi András stb.
Reményekkel teljes pályája tragikus hirtelenséggel ért véget, 43 éves korában önkezével vetett véget életének.

## Kiállításai, köztéri alkotása
Kiemelkedőek posztumusz kiállításai, 1972-es emlékkiállítása a kolozsvári Művészeti Múzeumban, s újabb 1999-es emlékkiállítása a Korunk Galériában. Ismeretes aranyosgyéresi mozaikfala, melyet az ottani sportcsarnok számára alkotott még 1962-ben.